# سماح انور
سماح انور (عربی: سماح أنور؛ زادهٔ ۲۲ آوریل ۱۹۶۵) هنرپیشه اهل مصر است.
از فیلم‌ها یا برنامه‌های تلویزیونی که وی در آن نقش داشته‌است می‌توان به آکواریوم اشاره کرد.